# Jaciska
Jaciska [jaˈt͡ɕiska] é uma aldeia localizada no distrito administrativo de Panki, do condado de Kłobuck, voivodia de Silésia, no sul da Polônia. A aldeia tem uma população de 162 habitantes.